# Derval (Loire-Atlantique)
Derval é uma comuna francesa na região administrativa da Pays de la Loire, no departamento de Loire-Atlantique. Estende-se por uma área de 63,51 km². Em 2010 a comuna tinha 3 924 habitantes (densidade: 61,8 hab./km²).